# Hostile
Hostile è un film del 2017 diretto da Mathieu Turi.

## Trama
Dopo un'epidemia planetaria, la maggior parte della popolazione del mondo intero è stata sterminata. I pochi sopravvissuti lottano per sopravvivere, tra questi vi è una ragazza: Juliette.

## Distribuzione
Il film è stato distribuito nelle sale cinematografiche italiane il 26 luglio 2018.